# Айвсон, Дон
До́нальд Л. А́йвсон (англ. Donald L. Iveson), более известный как Дон А́йвсон (англ. Don Iveson) (род. 30 мая 1979 года) — канадский политик, действующий мэр Эдмонтона, столицы
провинции Альберта. Впервые избран мэром в 2013 году, переизбран в 2017 году. В 2007–2013 годах был членом Городского совета Эдмонтона.

## Ранние годы жизни
Родился в 1979 году в городе Сент-Альберт, Альберта. Был единственным ребёнком в семье Маргарет Айвсон, профессора педагогики в Альбертском университете, и скульптора Боба Айвсона. Вырос в эдмонтонском районе Паркаллен. В детстве активно занимался скаутингом и парламентскими дебатами. Любил читать как художественную, так и нехудожественную литературу, к числу его любимых книг относилась серия С. С. Форестера о Горацио Хорнблоуэре.
В 2001 году окончил Альбертский университет, получив степень бакалавра искусств в области политологии. В университете был главным редактором студенческой газеты The Gateway. Последний год своего обучения провёл в Торонтском университете по программе студенческого обмена. После окончания вуза остался в Торонто, где год был президентом Canadian University Press — информационного агентства, владеющего большинством студенческих газет Канады. Затем два года работал бизнес-менеджером в The Gateway, после чего был директором по агитации и пропаганде Союза студентов университетов Альберты. На этом посту сыграл ведущую роль в переговорах с городом Эдмонтон о разработке универсального транзитного пропуска для студентов Альбертского университета Он покинул эту должность в 2007 году, и вскоре после этого занялся политикой.

## Член горсовета Эдмонтона
В 2007 году баллотировался на муниципальных выборах в городской совет Эдмонтона по округу 5. Его соперниками были два действующих члена горсовета от этого округа, Брайан Андерсон и Майк Никель, добившиеся переизбрания. В своей предвыборной кампании Айвсон обещал бороться за улучшение качества транспортных услуг и увеличение доступности жилья, эта программа получила одобрения от бывших членов горсовета Ларри Лэнгли, Дженис Мельничук, Майкла Фейра и Джина Дуба, а также членов Законодательного собрания Альберты Дона Месси и Раджа Панну. В итоге на выборах Айвсон занял второе место, опередив Никеля более чем на 2000 голосов, но уступив Андерсону более 1000 голосов, став таким образом одним из двух (наряду с Андерсоном) членов нового горсовета. Для СМИ победа Айвсона стала сюрпризом.
После вступления в должность Айвесон был назначен помощником мэра Стивена Манделя по экологическим вопросам. В этом качестве он принял участие в Конференции ООН по вопросам изменению климата, прошедшей в 2007 году на острове Бали, Индонезия. В этой должности он также запомнился тем, что ввёл муниципальный налог на пластиковые пакеты и выступил за сокращение использования пестицидов в косметике, при этом выступив против их полного запрета, предписанного Канадским обществом по борьбе с раком.
В ответ на новость о том, что муниципальные расходы потребуют большего увеличения в 2008—2009 годах налога на недвижимость, чем обычно, Айвсон выступил против сокращения расходов, заявив, что «устал от удешевления города». Позже он пояснил, что имел в виду главным образом инвестиции в инфраструктуру, уменьшать которые нельзя по причине их важности для города. Однако он выступил за более прогрессивную схему налогообложения, которая позволила бы рассчитывать процент налога в зависимости от доходов того или иного домохозяйства и имущества, которым оно владеет.

## Мэр Эдмонтона
18 июня 2013 года Авсон объявил, что будет баллотироваться на пост мэра на муниципальных выборах 2013 года; действующий мэр Стивен Мандель решил не баллотироваться на четвёртый срок. Выборы прошли 21 октября 2013 года, на них Айвсон одержал победу над двумя кандидатами — Карен Лейбовичи и Керри Диоттом, набрав 61,88 % голосов. 29 октября 2013 года он был приведён к присяге.
В 2014 году Айвсон, давний сторонник защиты прав ЛГБТ, принял участие в параде гордости, прошедшем в Эдмонтоне под покровительством мэра.
9 июня 2015 года Айвсон опубликовал твит о том, что том, что убийство констебля эдмонтонской полиции Дэниэла Вудолла было напрямую связано с отменой Канадского реестра огнестрельного оружия. Этот твит вызвал неоднозначную реакцию, и в тот же день мэр удалил твит из своего аккаунта.
16 октября 2017 года Айвсон был переизбран мэром Эдмонтона, опередив 12 кандидатов и набрав 73,61 % голосов (его ближайший соперник набрал только 6%).

## Личная жизнь
Дон Айвсон женат на Саре Чан (англ. Sarah Chan), учительнице музыки, в их семье двое детей — дочь и сын. Поклонник парусного спорта, в 2007 году был тренером по парусному спорту на озере Уобамун. Фанат Звёздного пути и игры Arcade Fire.
В 2011 году Айвсон снялся в рекламном ролике Транзитной системы Эдмонтона вместе с певицей из Эдмонтона Коллин Браун, исполнившей «Happy Love Song» в автобусе.